# Музыкальные фестивали Венгрии
В социалистической Венгрии в 60-90-х годах XX века существовало два музыкальных радио-фестиваля Tessék választani! и Made in Hungary и один музыкальный теле-фестиваль Táncdalfesztivál. Сейчас в Венгрии проводится один из крупнейших фестивалей в Европе - Sziget, который посещают порядка 400 тысяч человек ежегодно.

## Táncdalfesztivál
Táncdalfesztivál — венгерский Фестиваль Песни и Танца (tánc — танец, dal — песня, fesztivál — фестиваль), музыкальный конкурс, проводившийся венгерским телевидением в 60-х годах XX века. Он проводился всего шесть раз: в 1966, 1967, 1968, 1969, 1971 и 1972 годах. В нём принимали участие ведущие группы и исполнители Венгрии. С 1977 по 1994 год телефестиваль проводился ещё девять раз под разными другими названиями.
В социалистической Венгрии, где был всего один телевизионный канал, телефестиваль был для начинающих музыкантов и певцов единственным шансом заявить о себе и получить известность. Многие венгерские звёзды эстрады начинали свою карьеру с победы или участия в Táncdalfesztivál. Победители получали денежные премии и возможность выпустить пластинку со своими песнями.

## Tessék választani!иMade in Hungary
В 60-80-х годах XX века в Венгрии ежегодно проводились два музыкальных конкурса от венгерского радио: Tessék választani! (Давайте выберем!) и Made in Hungary (Изготовлено в Венгрии). До 1977 года Tessék választani! проводился летом, а Made in Hungary — зимой. Начиная с 1977 года они поменялись местами: Made in Hungary стал проводиться летом, а Tessék választani! — зимой. Если в какой-либо год летом устраивался телевизионный конкурс Táncdalfesztivál, то радио-конкурс в то лето не проводился.
Конкурсы проходили в крупнейших концертных залах Будапешта и транслировались по радио. В них участвовали только новые песни, которые до этого ещё не были представлены публике. Количество участников только в финальной части состязания превышало несколько десятков. Лучшие исполнители получали премии в различных категориях и возможность записать пластинку.

## Ki mit tud?
Ki mit tud? (Кто что знает?) — ежегодное шоу молодых талантов, проводившееся на венгерском телевидении в 60-90-х годах, как правило под Новый Год. Сцена шоу традиционно была оформлена в виде вагонов поезда, в которые должны были попасть участники. Каждый вагон поезда представлял одну из категорий: песни, танцы, стихи, фокусы, пародии и пр.. Жюри оценивало выступления участников суммой баллов. Если сумма баллов нового претендента была больше суммы баллов участника, уже находившегося в вагоне, последний покидал свой вагон.
В Венгрии шоу Ki mit tud? было поистине всенародным. Так, в 1965 году в общей сложности почти 30 тысяч участников подготовили для шоу около 8 тысяч номеров, которые, прежде чем попасть в финал конкурса, в течение года соревновались между собой в 96-ти окружных и 31-м городских турнирах.

## Таблица проведённых фестивалей
| Год  | Зима               | Лето                                  |
| ---- | ------------------ | ------------------------------------- |
| 1960 |                    | Tessék választani!                    |
| 1961 |                    | Tessék választani!                    |
| 1962 |                    | Tessék választani!                    |
| 1963 |                    | Tessék választani!                    |
| 1964 |                    | Tessék választani!                    |
| 1965 | Made in Hungary    | Tessék választani!                    |
| 1966 | Made in Hungary    | Táncdalfesztivál                      |
| 1967 | Made in Hungary    | Táncdalfesztivál                      |
| 1968 | Made in Hungary    | Táncdalfesztivál                      |
| 1969 | Made in Hungary    | Táncdalfesztivál                      |
| 1970 | Made in Hungary    | Tessék választani!                    |
| 1971 | Made in Hungary    | Táncdalfesztivál                      |
| 1972 | Made in Hungary    | Táncdalfesztivál                      |
| 1973 | Made in Hungary    | Tessék választani!                    |
| 1974 | Made in Hungary    | Tessék választani!                    |
| 1975 | Made in Hungary    | Tessék választani!                    |
| 1976 | Made in Hungary    | Tessék választani!                    |
| 1977 | Tessék választani! | Metronóm ’77                          |
| 1978 | Tessék választani! | Made in Hungary                       |
| 1979 | Tessék választani! | Made in Hungary                       |
| 1980 | Tessék választani! | Made in Hungary                       |
| 1981 | Tessék választani! | Tánc- és popdalfesztivál              |
| 1982 | Tessék választani! | Made in Hungary                       |
| 1983 | Tessék választani! | Made in Hungary                       |
| 1984 | Tessék választani! |                                       |
| 1985 | Tessék választani! |                                       |
| 1986 | Tessék választani! | Interpop Fesztivál                    |
| 1987 | Tessék választani! |                                       |
| 1988 | Tessék választani! | Interpop Fesztivál                    |
| 1989 | Tessék választani! |                                       |
| 1990 |                    |                                       |
| 1991 |                    |                                       |
| 1992 |                    | Volt egyszer egy fesztivál            |
| 1992 |                    | Egri Táncdalfesztivál                 |
| 1993 |                    | Pop-rock fesztivál (Mitax Organ)      |
| 1993 |                    | II. Egri Táncdalfesztivál             |
| 1994 |                    | A Magyar Televízió Táncdalfesztiválja |